# Jean-François Delort de Gléon
Pour les articles homonymes, voir Général Delort.
Jean-François Delort de Gléon, né le 24 octobre 1766, à Pouzols-Minervois (Aude), mort le 10 décembre 1812 à Vilnius, est un général français de la Révolution et de l’Empire.

## États de service

### Sous la Révolution et le Consulat
Il entre au service le 12 janvier 1792 comme sous-lieutenant dans le 31e régiment d'infanterie, et fait partie des camps de Jalès, dont les troupes concoururent à former, à la fin de la même année, l'armée d'Italie. Nommé lieutenant le 14 mars 1793, et adjudant-chef de bataillon le 6 vendémiaire an II, il se distingue au premier combat de Gilette en Italie, livré le 26, contre les Autrichiens qui y sont complètement battus. Élevé au grade d'adjudant-général chef de brigade en prairial an III, il sert en cette qualité depuis le mois de messidor à l'armée des Alpes et d'Italie, et réformé lors de la suppression de l'armée des Alpes proprement dite, le 28 ventôse an IV, il reste sans fonctions jusqu'en l'an VIII, prend part à la journée du 18 brumaire, sous les ordres du général Lefebvre, et préside le 2e conseil de guerre à Paris.
Rappelé à l'activité et envoyé à l'armée de réserve comme chef d'état-major d'une division, réformé de nouveau le 1er vendémiaire an X par suite de la suppression de l'état-major de l'armée d'Italie, qu'il a suivi pendant la campagne de l'an IX, il fait partie du tableau des 180 adjudants-commandants désignés par l'arrêté des Consuls du 7 nivôse. Appelé successivement au commandement des places de Gavi et de Savone, les 18 prairial et 30 thermidor an XI, légionnaire et officier de l'Ordre de la Légion d'honneur en pluviôse et 23 prairial an XII, le 28 fructidor suivant il a à l'armée d'Italie, le commandement de la brigade stationnée à Rimini, avec laquelle il fait la campagne d'Italie et de Naples de l'an XIV à 1806 inclusivement.

### L'Empire
Il est chef de l'état-major à Naples et investi du commandement de cette ville lorsqu'un ordre du mois de janvier 1807 l'appelle à la Grande Armée, où il prend part au combat et à la prise du pont de Bergfied le 3 février, au combat de Hoff le 6, enfin à la bataille d'Eylau le 8 du même mois. Chargé à la cessation des hostilités, du commandement du dépôt général du 4e corps de la Grande Armée à Francfort-sur-l'Oder, il reste à l':en:date|, et reçoit le titre de baron de l'Empire le 10 août 1810. Ayant été appelé à faire partie de la Grande Armée de Russie, et promu au grade de général de brigade le 23 septembre 1812, il est tué par les Russes, près la porte de Kowno à Vilnius, le 10 décembre de la même année.

## Source
« Jean-François Delort de Gléon », dans Charles Mullié, Biographie des célébrités militaires des armées de terre et de mer de 1789 à 1850, 1852 [détail de l’édition]